# Colonia Santa María (Córdoba)
Colonia Santa María es una localidad argentina en el Departamento San Justo de la Provincia de Córdoba. Se encuentra 8 km al oeste de Colonia Prosperidad (de la cual depende administrativamente), y 40 km al Sudoeste de San Francisco.

## Población
Cuenta con 63 habitantes (Indec, 2010), lo que representa un incremento del 97% frente a los 32 habitantes (Indec, 2001) del censo anterior.
| Gráfica de evolución demográfica de Colonia Santa María entre 1991 y 2010 |
|                                                                           |
| Fuente: Censos nacionales del INDEC                                       |